# Les Paradis perdus (chanson)
Pour les articles homonymes, voir Les Paradis perdus.
Singles de Christophe
Belle
(1973) Mickey
(1973)
Les Paradis perdus, parfois intitulée Paradis perdus, est une chanson de Christophe sur des paroles de Jean-Michel Jarre, parue initialement en 1973 sur l'album Les Paradis perdus. Elle sort en tant que premier single de l'album.
Les premières notes des couplets évoquent quelques notes d'Arbres, l'une des 5 Pièces pour piano (op.75) de Jean Sibelius.
Cette chanson a fait l'objet de nombreuses reprises, dont celle de Christine and the Queens, sortie en 2015.

## Discographie

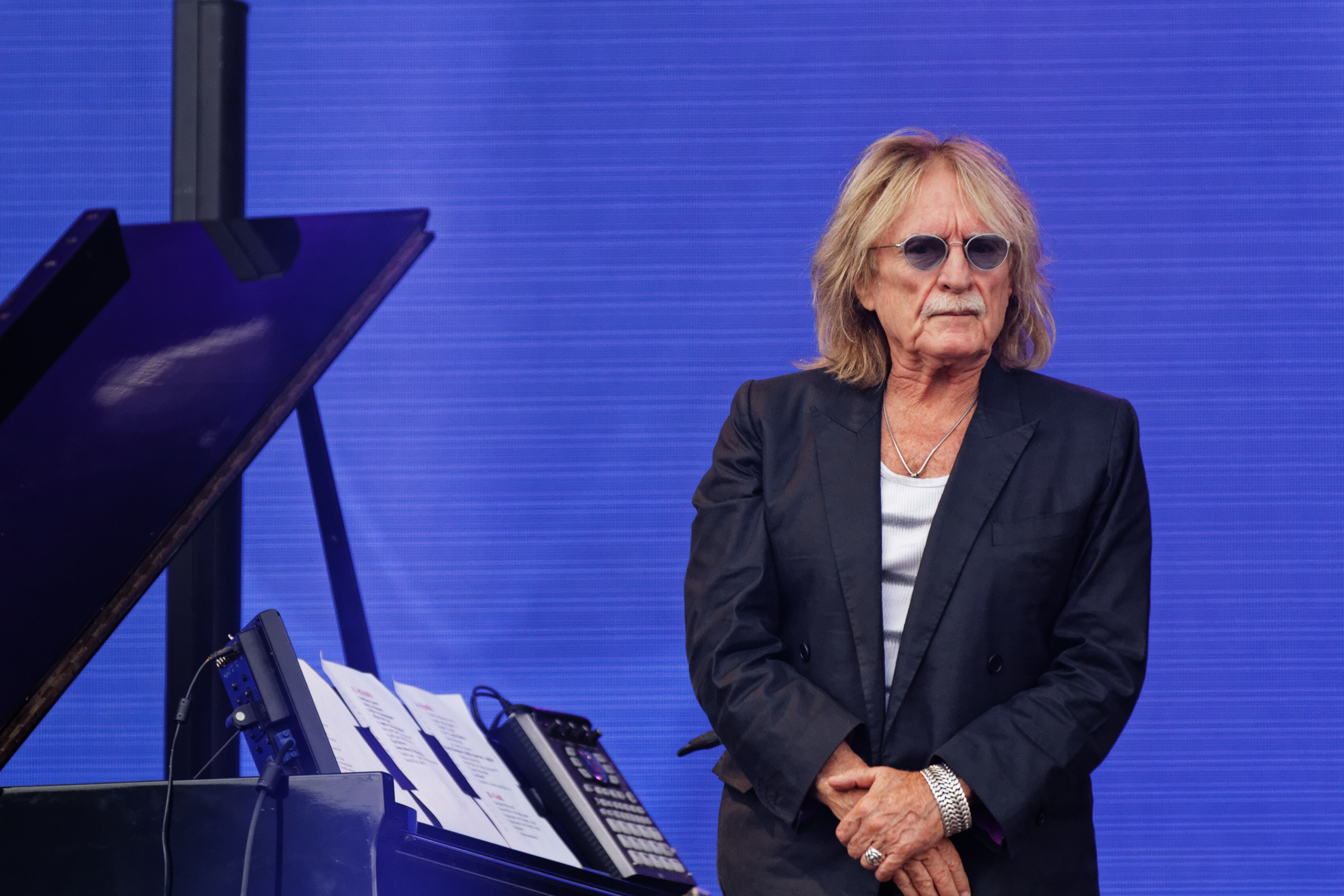
Christophe au festival des Vieilles Charrues 2014.

La chanson apparaît sur les albums :
- Les Paradis perdus (1973) ;
- Olympia (1975) ;
- Olympia 2002 (2002) ;
- Intime (2014).

## Classements hebdomadaires
| Classement (1974)                       | Meilleure position |
| --------------------------------------- | ------------------ |
| Belgique (Wallonie Ultratop 50 Singles) | 33                 |
| France (IFOP)                           | 20                 |

| Classement (2014)                          | Meilleure position |
| ------------------------------------------ | ------------------ |
| Belgique (Wallonie Back Catalogue Singles) | 48                 |
| France (SNEP)                              | 148                |

| Classement (2020) | Meilleure position |
| ----------------- | ------------------ |
| France (SNEP)     | 58                 |

## Reprises

### Version de Christine and the Queens
Singles de Christine and the Queens
Christine
(2014) No Harm Is Done (en)
(2015)

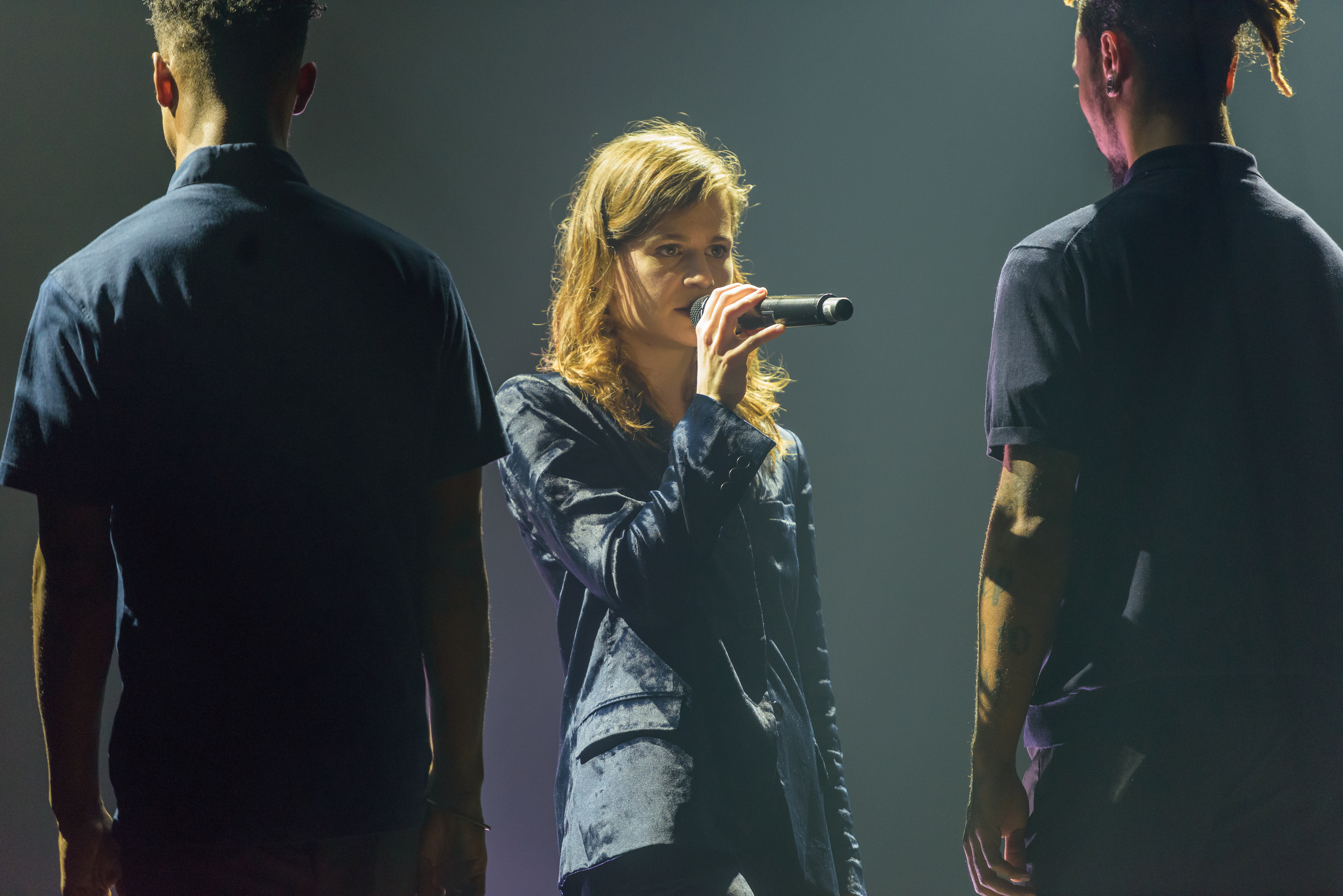
Christine and the Queens en 2015.

Sous le titre Paradis perdus, la chanson est reprise par Christine and the Queens, paraissant sur son premier album studio Chaleur humaine et sortant en single en juin 2015.
Cette version interpole également le refrain de la chanson Heartless du rappeur américain Kanye West sortie en 2008.

#### Classements hebdomadaires
| Classement (2014-16)                    | Meilleure position |
| --------------------------------------- | ------------------ |
| Belgique (Flandre Ultratip 100)         | 29                 |
| Belgique (Wallonie Ultratop 50 Singles) | 39                 |
| France (SNEP)                           | 19                 |

#### Historique de sortie
| Pays   | Date      | Format         | Label         |
| ------ | --------- | -------------- | ------------- |
| France | Juin 2015 | Téléchargement | Because Music |

### Autres reprises
Les Paradis perdus a également été repris par :
- Hervé Vilard qui reprend la chanson sur son album Les Chansons que j'aime en 1984 ;
- Isabelle Antena, reprenant la chanson sur son album À la belle étoile en 1996 ;
- Bénabar et Daphné ont interprété en duo la chanson lors d'une émission de Taratata en 2008 ;
- Christophe et Raphael interprètent la chanson en duo pour le Sidaction en 2006 ;
- Jean-Louis Aubert interprète Les Paradis perdus sur le disque Les Enfoirés... la Crise de nerfs et lors des concerts de la tournée des Enfoirés en 2010 ;
- Françoise Hardy en duo avec Christophe, extraite de 5, 6, 7, une émission diffusée sur Europe 1 le 9 février 1974. Cette version figure dans le coffret du quarantième anniversaire de Message personnel sorti en 2013 ;
- Jairo reprend ce titre sur son album Jazziro, paru en 2018 ;
- La version de Hobbs, candidat de The Voice : La Plus Belle Voix, qui a marqué la septième saison de l'émission en 2018[10],[11];
- Bachar Mar-Khlalifé sur l'album Postludes en novembre 2024.

## Dans la culture
Sauf indication contraire, les informations mentionnées dans cette section peuvent être confirmées par le générique de fin de l'œuvre audiovisuelle présentée ici, ainsi que par la base de données cinématographiques IMDb,  présente dans la section « Liens externes ».
- 2006 : Le film Quand j'étais chanteur contient la chanson dans sa version de Christophe, mais on ne la retrouve pas sur l'album de la bande originale.
- 2009 : Mourir d'aimer, téléfilm réalisé par Josée Dayan - musique additionnelle.